# Stratiomys pellucida
Stratiomys pellucida är en tvåvingeart som beskrevs av Camillo Rondani 1848. Stratiomys pellucida ingår i släktet Stratiomys och familjen vapenflugor. Inga underarter finns listade i Catalogue of Life.